# Radio Rwanda
Radio Rwanda est l'organisme public de radiodiffusion du Rwanda. Il émet en quatre langues : français, anglais, kinyarwanda et swahili. La radio est sous la tutelle de Rwanda Broadcasting Agency (RBA)

## Historique
Avant l'attaque du Front patriotique rwandais (FPR) le 1er octobre 1990, c'était la seule radio nationale, et elle constituait à la fois la radio de l'État et celle du parti au pouvoir. Peu après le début de la guerre, le FPR créa sa propre radio, Radio Muhabura. 
En mars 1992, Radio Rwanda lança de fausses informations sur le possible assassinat de responsables Hutus, à la suite de quoi de nombreux Tutsis furent tués dans la région de Bugesera. Lorsque le gouvernement de transition se mit en place en avril 1992, il exigea du Président Habyarimana une réorientation de la radio. Celle-ci conserva son rôle de radio d'État, mais cessa d'être celle du parti du Président, le Mouvement révolutionnaire national pour le développement (MRND). En raison de cette nouvelle orientation et de l'influence grandissante de Radio Muhabura, des Hutus radicaux créèrent en 1993 une nouvelle radio, la Radio des Mille Collines. Cette dernière tenait des propos haineux contre les Tutsis. Bien que radio privée distincte de Radio Rwanda, RTLM et Radio Rwanda émettaient sur les mêmes longueurs d'onde, à des moments différents, ce qui pouvait conduire la population à confondre les deux radios.
Durant le génocide des Tutsis au Rwanda en 1994, Radio Rwanda n'appelle pas aux exactions, contrairement à la RTLM, mais se radicalise après la chute de Kigali le 4 juillet 1994. Elle pousse la population à fuir au Zaïre, en suivant le gouvernement responsable du génocide. 
Les infrastructures de Radio Rwanda ont été remises en état entre 1997 et 2000 grâce à un financement allemand (coopération financière et crédit pour la reconstruction).
Aujourd'hui la Radio Rwanda est la première chaîne du pays avec ses cinq radios locales a Rubavu, Rusizi, Musanze, Nyagatare et Huye.[réf. nécessaire]

## Programmes
Parmi les programmes de la chaîne figure le feuilleton radiophonique Musekeweya, diffusé depuis 2004.